# Pryzmat Abbego-Koeniga

Rys.1 Bieg promieni w pryzmacie Abbego-Koeniga

Rys. 2. Odwracanie obrazu przez pryzmat. Rzut ukośny

Pryzmat Abbego-Koeniga – odbiciowy pryzmat odwracający. Jego nazwa pochodzi od nazwisk twórców, m.in. Ernsta Abbego. Służy do odwracania obrazu (obrotu o 180°) w lornetach i teleskopach.
Budowę i zasadę działania wyjaśnia rysunek 1. Promienie padają z lewej strony prostopadle na powierzchnię pryzmatu. Następnie ulegają całkowitemu odbiciu wewnętrznemu od górnej powierzchni pryzmatu. Dalej odbijają się od lustrzanej dolnej powierzchni. Teraz znów ma miejsce całkowite odbicie wewnętrzne od górnej powierzchni i promienie opuszczają pryzmat prostopadle do prawej ścianki. Z analizy rysunku wynika, że warunkiem działania pryzmatu jest, aby
{\displaystyle \varphi <90^{\circ }-\alpha _{G},}
gdzie {\displaystyle \alpha _{G}} jest kątem granicznym.